# 渔安街道
渔安街道是中华人民共和国贵州省貴陽市云岩区下辖的一个街道办事处。

## 行政区划
渔安街道下辖以下村级行政区划单位：
王家桥社区、石榴园社区、尚礼社区、斯美社区、三省社区、兹美社区、渔安村、安井村。